# Paweł Jocz
Paweł Jocz (ur. 6 maja 1943 w Wilnie, zm. 21 października 2008 w Paryżu) – polski rzeźbiarz, grafik, ilustrator mieszkał i tworzył we Francji od 1967 roku.

## Życiorys
Był synem adwokata i znanej łódzkiej ginekolog Genowefy Jocz, bratem rzeźbiarza Andrzeja Jocza i Marcina Jocza. Studiował na Wydziale Rzeźby Akademii Sztuk Pięknych w Warszawie w pracowni Jerzego Jarnuszkiewicza (dyplom w 1970). Po raz pierwszy pokazał swoje prace w 1967 roku w Sztokholmie. Jest autorem rzeźb: Ludwiga van Beethovena, Artura Rubinsteina, Aleksandra Tansmana, Elewacja (Elévation) i Chmura poety (Nuage de poète) w Boulogne-Billancourt, Solidarność ludów w Wielsbeke w Belgii. Paweł Jocz odrestaurował pomnik nagrobny Juliusza Słowackiego na paryskim cmentarzu Montmartre. Jego prace znajdują się w prywatnych kolekcjach na całym świecie, a także w siedzibie Polskiej Akademii Nauk w Paryżu i Bibliotece Polskiej na Wyspie św. Ludwika (Paryż). Muzeum Miasta Łodzi ma w swojej kolekcji rzeźbę "Głowa Karla Dedeciusa". Ostatnie miesiące życia poświęcił na wykonanie projektu rzeźby Cypriana Kamila Norwida.
Przygotowywał także ilustracje do książek, pisał teksty poświęcone sztuce współczesnej oraz przeprowadzał wywiady. Współpracował  z pismami artystycznymi, m.in. Plages w Paryżu, Naszą Rodziną (Paryż) oraz wydaniem internetowym Recogito, a także pismem Echanges w Luksemburgu. Zaprzyjaźniony z Józefem Czapskim bywał w Maissons-Laffitte. Po śmierci redaktora Jerzego Giedroycia wykonał jego maskę pośmiertną, którą można obejrzeć w domu „Kultury”. W mieszkaniu ks. Marka Wittbrota w Paryżu na rue Surcouf spotykał się z poetami:Adamem Zagajewskim, Maciejem Niemcem, Jackiem Bierezinem, Aleksandrem Jurewiczem, Ludwikiem Lewinem.
W 1988 roku ukazał się album „Paweł Jocz” wydany przez Museum de Metzhuius w Wielsbeke, który traktuje w sposób retrospektywny na temat twórczości malarskiej, rzeźbiarskiej i rysunkowej.
W 1999 ukazały się dwa albumy: „Paweł Jocz - twórczość“ i „Wanted - rysunek”.
W 2015 roku serii Recogito (wydawnictwo Éditions yot-art) pod redakcją Marka Wittbrota, Piotra Roszaka i Artura Majki ukazały się "Zamyślenia" Pawła Jocza - zbiór rozmów.
Rozmowy ks.Marka Wittbrota z Pawłem Joczem były publikowane także w Recogito (https://web.archive.org/web/20150728202644/http://www.recogito.pologne.net/).

## Wystawy
Artysta wystawiał swoje prace w Polsce, ale przede wszystkim w wielu krajach Europy: m.in. Francji, regularnie prezentując swoje prace na Salon de Mai w Musee dArt Moderne i Grand Palais w Paryżu, a także w Belgii, Szwecji i na Litwie. Uczestniczył w ponad pięćdziesięciu wystawach.
- 1993- Galeria Miejska Arsenał, Stary Rynek 6; Poznań - wystawa Paweł Jocz - zaprezentowano na niej  30 rysunków i 20 rzeźb. Wystawa ta była zarazem pierwszą dużą prezentacją artysty w Polsce.
- 4-28 listopada 1997 r. - Instytut Francuski w Krakowie: "Paryskie spotkania - Paweł Jocz, Artur Majka, Grzegorz Jakubowski (katalog wystawy)
- 1999 rok - Instytut Polski w Paryżu[4]
- 21 stycznia - 15 lutego 2009 - wystawa w Guyancourt, którą merytorycznie artysta sam przygotowywał.
- 19 marca 2009 roku otwarto wystawę prac rzeźbiarza w Ośrodku Propagandy Sztuki w Łodzi[2][5].
- 30 czerwca - 10 września 2011 rok - wystawa zbiorowa: Wygnani z raju (Galeria Roi Doré, 6, Rue Sainte Anastase, Paris) .Prezentowała ona prace artystów, w znacznej mierze Polaków, którzy opuścili swój kraj ojczysty, realizując poza jego granicami swoje marzenia twórcze. Artyści: Michał Batory, Julia Dauksza, Stasys Eidrigevicius, Kazik Gąsior, Zlatko Glamocak, Witold Januszewski, Paweł Jocz, Marian Kasperczyk, Bruno Koper, Jarek Kruk, Jerzy Kujawski, Arika Madeyska, Artur Majka, Grażyna Remiszewska, Mieczysław Rudek, Wojciech Siudmak, Piotr Strelnik.
- 19 października 2013 r. - wystawa w piątą rocznicę śmierci Pawła Jocza w Galerii Roi Doré w Paryżu: (1943-2008) ”Paweł Jocz, in memoriam”)
- 2014 rok - wystawa zbiorowa: Wygnani z raju (Galeria Roi Doré, 6, Rue Sainte Anastase, Paris). Artyści: Michał Batory, Józef Bury, Stasys Eidrigevicius, Joanna Flatau, Yarek Godfrey, Halinka Jakubowska, Paweł Jocz, Marian Kasperczyk, Aliska Lahusen, Arika Madeyska, Artur Majka, Ludwika Ogorzelec, Piotr Strelnik, Joanna Wierusz-Kowalska, Hanna Zawa-Cywińska, Witold Zandfos.